# Folikularna cista
Folikularna cista je ektodermna cista odontogenog porekla ili cistićno izmenjeni zubni folikuli. Cistu treba, kao god je to moguće, u celosti odstraniti, jer ona svojim daljim rastom dovodi do resorpcije koštanog tkiva, predstavlja latentno žarište infekcije, a postoji mogućnost maligne alteracije.

## Epidemiologija
Javljaju se u svim uzrastima, ali nešto češće u mlađem životnom dobu.

## Etiologija
Folikularne ciste nastaju u predelu krune zuba koji još nije nikao. Cista okružuje krunicu i pripaja se za vrat neizniklog zuba. Razvija se nakupljanjem tečnosti izmedju redukovanog gleđnog epitela i krunice zuba. Potpm gleđni epitel koji prekriva krunu zuba postaje cistićni sakus.
Lokalizacija
Folikularne ciste se najčešće javljaju u predelu donjeg umnjaka, gornjeg očnjaka i umnjaka i u predelu drugog premolara u donjoj vilici.
Histologija
Histološki gledano cistični zid je sastavljen iz tankog sloja vezivnog tkiva prekrivenog epitelom, koji liči na redukovan gledđni epitel. U slučaju zapaljenja ovaj epitel zadebljava. Pojava infekcije u folikularnoj cisti nastaje prodorom iz okoline, na primer periapikalnog zapaljenja mlečnog zuba ili već stvorenog granuloma nekog stalnog zuba.
Parč (Partsch), Vasmund(Wassmund), Hamer (Hammer) smatraju da zapaljivi procesi na mlećnom zubu mogu biti uzrok nastanka folikularnih cista. Dolazi do zapaljenja kada je kruna već formirana, a zub nije iznikao. Kada se pojavi zapaljenje zubnog folikula, dolazi do edema ćelija gleđne pulpe sa stvaranjem eksudata i na taj naćin nastaje prazan prostor ispunjen tečnim sadržajem između tri gornje površine gleđi i gleđnog epitela. Taj prostor normalno treba da iščezne tako da dolazi do spajanja unutrašnjeg i spoljašnjeg gleđnog epitela. Sigurno se zna, što je eksperimentalno dokazano, da jedan broj folikularnih cista može nastati ba bazi zapaljenja.
Folikularne ciste mogu nastati i od začetka prekobrojnog zuba, a mora se uzeti u obzir i individualna predispozicija za nastajanje cista.
Razlika u histološkoj gradji izmedju folikularnih i radikularnih cista je najčešće neznatna, iako su zapaljivi procesi u predelu cističnog sakusa znatno manje izraženi kod folikularnih cista.

## Klinička slika
Folikularne ciste imaju istu simptomatologiju kao i radikularne, ali sa znatno ređom pojavom infekcije. Pojava bezbolne tumefakcije - izbočenja koštanog tkiva vilica i nedostatak nekog stalnog zuba koji je trebalo več da nikne, ili pak malpozicija susednih zuba, nastala usled rasta ciste, glavni su klinički zanci, koji pacijenta dovode kod lekara.

## Dijagnoza
Ako jer perikoronarni prostor retiniranog zuba veći od 2.5 mm, dijagnostički se mora posumnjati na folikularnu cistu.
Na rendgen snimku folikuralna cista se prezentira kao jasno rasvetljenje, povezano sa krunicom neizraslog zuba koja je u cističnoj šupljini, a koren nije formiran. Cistični sakus je uvek spojen u predelu vrata zuba koji je uzrok folikularnoj cisti. Kada je cela kruna obuhvaćena cistom, radi se o centralnoj folikularnoj cisti, a kada je samo deo krune zuba u kontaktu sa cistom, reč je o lateralnoj folikularnoj cisti.
Cistićni sadržaj kod folikularnih cista je bistre žućkaste boje sa kristalima holesterina. Uzročni zub kod folikularnih cista često je potisnut prema bazi donje i gornje vilice i usled njenog rasta dolazi do malpozicije susednih zuba.

## Terapija
Lečenja ovih cista zasniva se na delimičnom ili potpunom odstranjenju (ekstirpaciji) cističnog sakusa.

## Prognoza i praćenje
Za razliku od drugih cističnih lezija vilice, mogućnost recidiva folikularne ciste je vrlo retka.
Preporučeni protokol uključuje opservacijsko praćenje u slučaju cistične lezije određene veličine, pri čemu treba posumnjati da se radi o malignim bolestima različitog porekla (uglavnom tumora).

## Literatura
- N. Roberton “Textbook of neonatology”, Churchil Livingdtone 1989

## Spoljašnje veze
|  | Molimo Vas, obratite pažnju na važno upozorenje u vezi sa temama iz oblasti medicine (zdravlja). |